# باد دبور
باد دبور فیلمِ مستندی به کارگردانی محمد رسول‌اف است که در سال ۱۳۸۶ ساخته شد.
این فیلم درباره اشخاصی است که به هر شکلی با ماهواره و مسائل آن در ارتباط هستند.این مستند در جشنواره سینما حقیقت و همچنین چهارمین جشن تصویر هنرمند نمایش داده شده‌است.